# Verhaal van Sinuhe

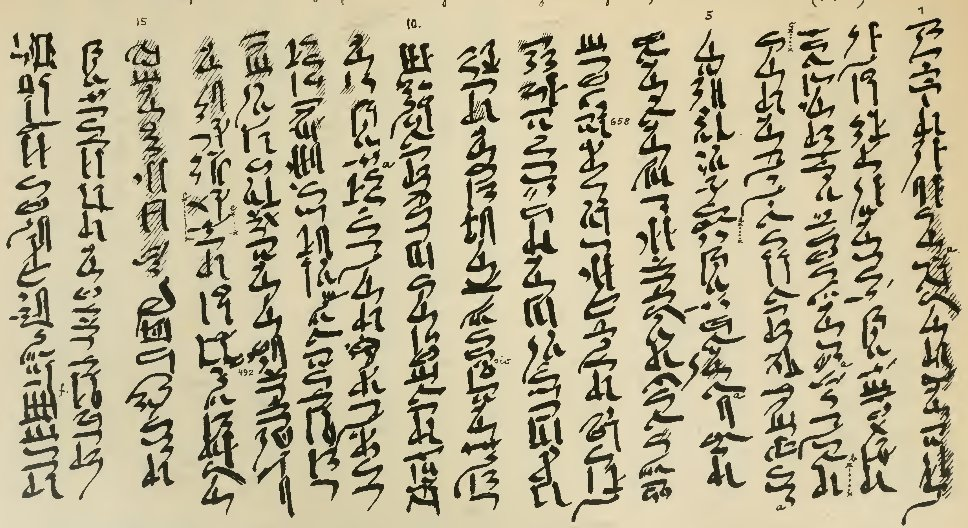
Begin van het Verhaal van Sinuhe in hiëratisch schrift (Papyrus Berlin 3022)

Het Verhaal van Sinuhe, ook getranslitereerd als Za-Nehet of Sanehat, is een prozatekst geschreven rond 1875 v.Chr., die wordt gerekend tot de meest geslaagde werken overgeleverd uit de Oud-Egyptische literatuur. Het verhaal heeft de vorm van een graf-autobiografie van de ik-verteller Sinuhe, hoewel het doorgaans voor fictie wordt genomen. Het vertelt over een Egyptische edelman die in ballingschap een succesvol bestaan uitbouwt tussen de barbaren van de Levant, om dan tegen zijn dood terug te keren in loyale dienst van de koning en zijn grafrituelen voor te bereiden.

## Tekstoverlevering
De tekst is overgeleverd in diverse fragmentaire papyri en ostraka. De twee belangrijkste zijn P. Berlin 3022 (B) en P. Berlin 10499 (R), beide in hiëratisch schrift en bewaard in het Neues Museum in Berlijn. B dateert uit de Twaalfde Dynastie en bevat 311 lijnen, waarin het begin ontbreekt. Dankzij de 203 lijnen van R is dat toch bekend, hoewel deze papyrus iets minder is van kwaliteit. Een groot fragment met 130 lijnen is bewaard op een ostrakon uit de Negentiende Dynastie in the Ashmolean Museum. Uit tientallen andere tekstvondsten blijkt dat het verhaal lang populair is geweest. Acht eeuwen na het ontstaan, naar het einde van het Nieuwe Rijk, werd het nog steeds gekopieerd en gelezen. 

## Datering
Het verhaal vangt aan bij de dood van Amenemhat I rond 1962 v.Chr. De oudste neergeschreven versies dateren van bijna een eeuw later. Mogelijk was de oorspronkelijke tekst eerst aangebracht op de wanden van Sinuhes grafkapel, want de structuur is die van een autobiografie. Hoewel over de historiciteit ervan geen eensgezindheid bestaat, is er in Dahsjoer een grafmonument gevonden uit die tijd met een literaire autobiografie op de buitenwanden.

## Inhoud
Inhoudelijk draait het verhaal rond de innerlijke strijd van Sinuhe en zijn dubbele transformatie, eerst tot barbaar en dan weer tot Egyptenaar. Sinuhe was een edelman aan het hof van koning Amenemhat I, meer bepaald in dienst van prinses Neferu III. In het gevolg van de co-regent Senoeseret I was hij op militaire campagne in Lybië, toen het nieuws van de dood van de koning hem bereikte. Terwijl Senoeseret zijn leger achterliet om de troon veilig te stellen, vluchtte Sinuhe in paniek. Zijn motief wordt niet expliciet gemaakt, mogelijk vreesde hij dat hij verdacht zou worden van betrokkenheid bij een moordaanslag.
Na een lange reis met veel ontberingen vond Sinuhe gastvrijheid bij Syrische bedoeïenen. Langs de levantijnse kust reisde hij naar Byblos en de Bekaa-vallei in het huidige Libanon. Uiteindelijk ontmoette hij enkele landgenoten die hem voorstelden aan de lokale heerser Ammunenshi. Deze nam hem op in zijn hofhouding en liet hem zelfs met zijn eigen dochter trouwen. Ze schonk hem veel kinderen en hij verwierf het land Yaa, waar hij akkers verbouwde, vee teelde en wijn produceerde. Regelmatig trok hij erop uit om vee van naburige stammen te roven en gevangenen te maken. 
Op een dag werd Sinuhe in zijn tent uitgedaagd door een krijgsheer uit Opper-Retjenu. Deze kampioen, die een reputatie van onoverwinnelijkheid had, wilde in een tweegevecht zijn stam en zijn bezittingen inpalmen. Na koele beraadslaging aanvaardde Sinuhe het duel. Met niet meer dan een boog en een dolk trad hij in het strijdperk. Zijn eerste schot trof zijn zwaarbewapende tegenstander in de keel, en hij maakte hem af met diens eigen bijl. Daarna ging hij op zijn rug staan en slaakte hij een oorlogskreet. De bezittingen van de verslagene maakten hem nog rijker.
Op hoge leeftijd begon Sinuhe te denken aan het leven na de dood en verlangde hij naar zijn geboorteland Egypte. Hij ontving een brief van Senoeseret, die aangaf dat hij hem niets kwalijk te nemen en hem aanspoorde terug te keren. Hij herinnerde Sinuhe eraan dat hij in barbaarse landen niet het nodige kon doen voor het eeuwig leven en spiegelde hem voor welke begrafenisrituelen hem in Egypte ten deel zouden vallen: mummificering, een gouden sarcofaag en dodenmasker, een uitvaartprocessie, offers, een grafkapel. Daarop stelde Sinuhe zijn oudste zoon aan tot leider van de stam en ging hij alleen terug. Zijn lange haar en zijn baard werden afgeschoren, en hij kreeg een mooie positie aan het hof. Voor zijn loyauteit werd hij beloond met een grafmonument in de koninklijke begraafplaats.

## Receptie
De Finse schrijver Mika Waltari bewerkte het verhaal voor zijn historische roman Sinuhe egyptiläinen (1945). Hij verplaatste de actie naar de 14e eeuw v.Chr. en maakte van Sinuhe een hofarts van koning Echnaton. Het boek werd door Michael Curtiz verfilmd als The Egyptian (1954). Nagieb Mahfoez publiceerde in 1941 het kortverhaal Awdat Sinuhi ('De terugkeer van Sinuhe').

## Uitgaven en vertalingen
- J.W.B. Barns, The Ashmolean Ostracon of Sinuhe, London, 1952
- J.F. Borghouts, Egyptische sagen en verhalen, 1974, p. 46-62. ISBN 9789022833391 (Nederlandse vertaling)
- Roland Koch, Die Erzählung des Sinuhe (Bibliotheca Aegyptiaca, XVII), Brussel, Fondation Égyptologique Reine Élisabeth, 1990, 81 p.
- Miriam Lichtheim, Ancient Egyptian Literature, vol. 1, The Old and Middle Kingdoms, 2006, p. 222-235 (Engelse vertaling)
- Maud en Ping Cleton, Sinuhe & Het testament van Amenemhat, 2013. ISBN 9789059971516